# Sorataea amiciae
Sorataea amiciae är en svampart som beskrevs av Syd. 1930. Sorataea amiciae ingår i släktet Sorataea och familjen Uropyxidaceae.   Inga underarter finns listade i Catalogue of Life.